# Meesterklasse schaken 2004/05
Het Meesterklasse-seizoen 2004/05 was het 9e seizoen van de Meesterklasse, de hoogste Nederlandse schaakcompetitie voor clubteams. Er werd gestreden door 10 teams om het clubkampioenschap van Nederland in een halve competitie.

## Eindstand reguliere competitie
| #   | Team                 | Ra   | Mp | Bp  | 1  | 2  | 3  | 4  | 5  | 6  | 7  | 8  | 9  | 10 |
| --- | -------------------- | ---- | -- | --- | -- | -- | -- | -- | -- | -- | -- | -- | -- | -- |
| 1.  | ZZICT                | 2517 | 16 | 57  | -- | 6½ | 6  | 5½ | 4½ | 7  | 8½ | 5½ | 7  | 6½ |
| 2.  | Hotels.nl            | 2400 | 13 | 52½ | 3½ | -- | 6  | 5  | 4½ | 5½ | 6½ | 7  | 7  | 7½ |
| 3.  | Rotterdam            | 2422 | 12 | 52  | 4  | 4  | -- | 6½ | 6  | 5½ | 8  | 4½ | 7  | 6½ |
| 4.  | HSG                  | 2490 | 11 | 51½ | 4½ | 5  | 3½ | -- | 9½ | 7  | 6  | 7  | 3  | 6  |
| 5.  | HMC Calder           | 2381 | 11 | 46  | 5½ | 5½ | 4  | ½  | -- | 4½ | 6½ | 8  | 6½ | 5  |
| 6.  | POST JR/ESGOO        | 2376 | 9  | 47½ | 3  | 4½ | 4½ | 3  | 5½ | -- | 5  | 8  | 7½ | 6½ |
| 7.  | HWP Sas van Gent     | 2313 | 7  | 37½ | 1½ | 3½ | 2  | 4  | 3½ | 5  | -- | 6  | 6  | 6  |
| 8.  | LSG                  | 2351 | 4  | 35  | 4½ | 3  | 5½ | 3  | 2  | 2  | 4  | -- | 6½ | 4½ |
| 9.  | Utrecht              | 2362 | 4  | 35  | 3  | 3  | 3  | 7  | 3½ | 2½ | 4  | 3½ | -- | 5½ |
| 10. | Zukertort Amstelveen | 2354 | 3  | 36  | 3½ | 2½ | 3½ | 4  | 5  | 3½ | 4  | 5½ | 4½ | -- |

## Beste individuele scores
| #   | Naam                        | Team                 | W  | N | Ro   | Tpr  | ΔR   |
| --- | --------------------------- | -------------------- | -- | - | ---- | ---- | ---- |
| 1.  | Bruno Carlier               | Rotterdam            | 7  | 9 | 2409 | 2579 | +170 |
| 2.  | Erik Hoeksema               | Hotels.nl            | 6½ | 9 | 2405 | 2534 | +129 |
| 3.  | Jan Werle                   | Hotels.nl            | 6  | 7 | 2449 | 2729 | +280 |
| 4.  | Yge Visser                  | Hotels.nl            | 6  | 9 | 2467 | 2627 | +160 |
| 5.  | Tea Bosboom-Lanchava        | Hotels.nl            | 6  | 9 | 2370 | 2492 | +122 |
| 6.  | Luc Winants                 | Rotterdam            | 6  | 9 | 2519 | 2616 | +97  |
| 7.  | Jeroen Bosch                | Rotterdam            | 6  | 9 | 2454 | 2533 | +79  |
| 8.  | Dennis de Vreugt            | HSG                  | 6  | 9 | 2466 | 2505 | +39  |
| 9.  | Ivan Sokolov                | ZZICT                | 5½ | 6 | 2679 | 2848 | +169 |
| 10. | Koen Leenhouts              | HWP Sas van Gent     | 5½ | 9 | 2305 | 2505 | +200 |
| 11. | Thomas Willemze             | Utrecht              | 5½ | 9 | 2283 | 2461 | +178 |
| 12. | Oscar Lemmers               | POST JR/ESGOO        | 5½ | 9 | 2396 | 2532 | +136 |
| 13. | Eelke Wiersma               | Zukertort Amstelveen | 5½ | 9 | 2421 | 2555 | +134 |
| 14. | Gerard Welling              | HMC Calder           | 5½ | 9 | 2361 | 2433 | +72  |
| 15. | Ruud Janssen                | Utrecht              | 5½ | 9 | 2484 | 2555 | +71  |
| 16. | Nicolai Vesterbaek Pedersen | HMC Calder           | 5½ | 9 | 2471 | 2535 | +64  |

Eerste klasse

1920/21 · 1921/22 · 1922/23 · 1923/24 · 1924/25 · 1925/26 · 1926/27 · 1927/28 · 1928/29 · 1929/30 · 1930/31 · 1931/32 · 1932/33 · 1933/34 · 1934/35 · 1935/36 · 1936/37 · 1937/38 · 1938/39 · 1939/40 · 1940/41 · 1941/42
Hoofdklasse

1942/43 · 1943/44 · 1944/45 · 1945/46 · 1946/47 · 1947/48 · 
1948/49 · 1949/50 · 1950/51 · 1951/52 · 1952/53 · 1953/54 · 1954/55 · 1955/56 · 1956/57 · 1957/58 · 1958/59 · 1959/60 · 1960/61 · 1961/62 · 1962/63 · 1963/64 · 1964/65 · 1965/66 · 1966/67 · 1967/68 · 1968/69 · 1969/70 · 1970/71 · 1971/72 · 1972/73 · 1973/74 · 1974/75 · 1975/76 · 1976/77 · 1977/78 · 1978/79 · 1979/80 · 1980/81 · 1981/82 · 1982/83 · 1983/84 · 1984/85 · 1985/86 · 1986/87 · 1987/88 · 1988/89 · 1990/91 · 1991/92 · 1992/93 · 1993/94 · 1994/95 · 1995/96
Meesterklasse

1996/97 · 1997/98 · 1998/99 · 1999/00 · 2000/01 · 2001/02 · 2002/03 · 2003/04 · 2004/05 · 2005/06 · 2006/07 · 2007/08 · 2008/09 · 2009/10 · 2010/11 · 2011/12 · 2012/13 · 2013/14 · 2014/15 · 2015/16 · 2016/17 · 2017/18· 2018/19 · 2019/20 · 2020/21 · 2021/22 · 2022/23 · 2023/24 · 2024/25